# 片山若子
片山若子（かたやま わかこ）は、日本のイラストレーター。
1994年、九州産業大学芸術学部卒業。1996年、大学院芸術研究科修了。

## 来歴
福岡県出身・在住。水彩絵の具を用いて透明感のある少年少女像を描く。星新一、舞城王太郎、米澤穂信ら多くの作家の装画を手がけている。

## 主な作品

### 装画
- 鯨統一郎「とんち探偵一休さん」シリーズ（祥伝社）
- 舞城王太郎「みんな元気。」（新潮社）
- 米澤穂信「〈小市民〉シリーズ」（東京創元社）
- エイドリアン・フォゲリン「シスター・スパイダー」（西本かおる訳、求龍堂）
- 星新一「声の網」「きまぐれロボット」「宇宙の声」「ちぐはぐな部品」「地球から来た男」「ごたごた気流」「おかしな先祖」「竹取物語」「城のなかの人」「まぼろしの星」（角川書店）
- 北山猛邦「少年検閲官」シリーズ「名探偵音野順の事件簿」シリーズ（東京創元社）「私たちが星座を盗んだ理由」「千年図書館」「さかさま少女のためのピアノソナタ(改題)」（講談社）
- 西沢杏子「パンプキン姫をたすけだせ！」（草炎社）マイクル・コニイ
- 沢村凜「黄金の王 白銀の王」（幻冬舎）
- 佐野久子「さよならのプレゼント」（そうえん社）
- 村山早紀「黄金旋律 旅立ちの荒野」（角川書店）「カフェかもめ亭」「海馬亭通信」（ポプラ社）
- 樋口智子「歌集 つきさっぷ」（本阿弥書店）
- 石井睦美「兄妹パズル」（ポプラ社）
- 篠原美季「おしゃべりな五線譜」（ポプラ社）
- 倉知淳「こめぐら」「なぎなた」「壺中の天国」（東京創元社）
- 犬村小六「サクラコ・アトミカ」（星海社）
- マイクル・コニイ「ハローサマー、グッドバイ」「ブロントメク! 」「パラークシの記憶」（河出書房新社）
- レベッカ・ステッド「きみに出会うとき」（ないとうふみこ訳、東京創元社）
- ジェイムズ・ティプトリー・ジュニア「たったひとつの冴えたやりかた」（浅倉久志訳、早川書房）
- 夢枕獏「猫弾きのオルオラネ　完全版」（早川書房)
- 円居挽「シャーロック・ノート」シリーズ（新潮社)

### 画集
- 片山若子画集 渋皮栗（エディス出版部、2011.11）